# Organismo sussidiario per la consulenza scientifica e tecnologica

L'Organismo sussidiario per la consulenza scientifica e tecnologica (Subsidiary Body for Scientific and Technological Advice, SBSTA) è un organismo sussidiario previsto dall'articolo 9 della Convenzione quadro delle Nazioni Unite sui cambiamenti climatici (UNFCCC).
Si riunisce almeno due volte l'anno per consigliare la Conferenza delle Parti (COP) della Convenzione in materia di scienza, tecnologia e metodologia. È pensato per essere aperto alla partecipazione di tutte le parti e per essere multidisciplinare.
Tra i compiti dell'SBSTA il coordinamento con il Gruppo intergovernativo sul cambiamento climatico (IPCC) in varie aree scientifiche, metodologiche e tecniche.
Dal 2005 SBSTA collabora con la Conferenza delle Parti del Protocollo di Kyoto (CMP) e dal 2016 con la Conferenza delle Parti dell'Accordo di Parigi (CMA).
Inoltre l'SBSTA esamina i rapporti redatti periodicamente dall'Organizzazione meteorologica mondiale.
Sotto la direzione della Conferenza delle Parti e basandosi sui lavori dei competenti organismi internazionali, l'Organismo sussidiario deve:

a) eseguire valutazioni dello stato delle conoscenze scientifiche relative al cambiamento climatico e ai suoi effetti;

b) preparare valutazioni scientifiche sugli effetti dei provvedimenti presi per l'attuazione della Convenzione;

c) individuare tecnologie e conoscenze tecniche innovative, efficaci e avanzate e fornire consulenza sui modi e sui mezzi per promuovere lo sviluppo e/o il trasferimento di tali tecnologie;

d) prestare consulenza sui programmi scientifici, sulla cooperazione internazionale per la ricerca e lo sviluppo relativi al cambiamento climatico, nonché sui modi e sui mezzi per favorire la formazione delle capacità interne nei paesi in via di sviluppo;

e) rispondere alle questioni scientifiche, tecnologiche e metodologiche che la Conferenza delle Parti ed i suoi organi sussidiari possono sottoporre all'organismo.

## Riunioni
Alle riunioni dell'Organismo sussidiario per la consulenza scientifica e tecnologica, almeno due ogni anno, partecipano le Parti che hanno sottoscritto la Convenzione, uffici e agenzie delle Nazioni Unite, organizzazioni intergovernative e organizzazioni non governative.
La prima riunione dell'SBSTA si è tenuta a Ginevra tra il 28 agosto e il 1º settembre 1995. Erano presenti i rappresentanti di 83 Stati che avevano sottoscritto la Convenzione, di 12 Stati che non avevano ancora sottoscritto la Convenzione, di 10 uffici e agenzie delle Nazioni Unite, di 2 organizzazioni intergovernative e di 37 organizzazioni non governative.
Nel 2023 si sono tenute due riunioni: la prima a Bonn dal 5 al 15 giugno 2023 nell'ambito della Conferenza sul cambiamento climatico di Bonn, in preparazione della COP28 di Dubai (SBSTA 58); la seconda a Dubai dal 30 novembre al 12 dicembre 2023, contestualmente alla COP28 (SBSTA 59).